# Tim Skarke
Tim Skarke (* 7. September 1996 in Heidenheim an der Brenz) ist ein deutscher Fußballspieler. Der Flügelstürmer steht beim 1. FC Union Berlin unter Vertrag.

## Karriere

### Vereine
Skarke begann seine Karriere bei der TSG Nattheim und wechselte im Jahr 2008 in die Jugend des 1. FC Heidenheim. Dort rückte er zur Saison 2015/16 in die erste Mannschaft auf. Am 9. August 2015 absolvierte er beim 4:1-Sieg über den FK Pirmasens in der 1. Runde des DFB-Pokals sein erstes Pflichtspiel für die Mannschaft. Sein Debüt in der 2. Bundesliga gab Skarke am 27. September 2015 beim 1:1 gegen den Karlsruher SC, wobei er in der Nachspielzeit für Marc Schnatterer eingewechselt wurde. In seinem zweiten Einsatz am 18. Oktober 2015 erzielte er im Heimspiel gegen den MSV Duisburg in der 83. Minute den 1:0-Siegtreffer.
Zur Saison 2019/20 wechselte er zum SV Darmstadt 98, bei dem er einen bis zum 30. Juni 2022 gültigen Vertrag unterzeichnete. Am 28. Juli 2019 gab er beim 1:1-Auswärtsspiel gegen den Hamburger SV sein Debüt für die Lilien, als er zu Beginn der zweiten Hälfte für Fabian Schnellhardt eingewechselt wurde. In seiner ersten Saison für die Südhessen kam er auf 29 Einsätze und 3 Tore. Unter Markus Anfang kam er in der Saison 2020/21 auf dreißig Zweitligaeinsätze, fünf Tore und erreichte mit seiner Mannschaft Platz 7. Wegen einer Infektion mit dem Coronavirus und einer Adduktorenverletzung verpasste er die ersten 14 Spieltage der Saison 2021/22. Unter Cheftrainer Torsten Lieberknecht kam er dennoch insgesamt auf 19 Einsätze (5 Tore) und schloss die Spielzeit mit der Mannschaft auf dem vierten Platz in der 2. Liga ab.
Zur Spielzeit 2022/23 wechselte Skarke zum Bundesligisten 1. FC Union Berlin. Nach nur sechs wettbewerbsübergreifenden Kurzeinsätzen schloss er sich im Januar 2023 dem Ligakonkurrenten FC Schalke 04 auf Leihbasis bis zum Saisonende an. Am 29. Januar 2023 wurde Skarke beim torlosen Heimspiel gegen den 1. FC Köln zum ersten Mal bei den Knappen am linken Flügel eingesetzt. Sein erstes Tor für den FC Schalke 04 erzielte er am 14. April 2023 beim 5:2-Heimsieg gegen den direkten Konkurrenten im Abstiegskampf Hertha BSC. Nach insgesamt neun Ligaeinsätzen für die Knappen kehrte Skarke zur Saison 2023/24 zum 1. FC Union Berlin zurück. Nachdem er an den ersten beiden Spieltagen jedoch nicht zum Einsatz gekommen war, schloss er sich im August 2023 auf Leihbasis bis zum Saisonende dem Ligakonkurrenten SV Darmstadt 98 an.

### Nationalmannschaft
Am 1. September 2017 debütierte Skarke im Nationaltrikot der U21-Nationalmannschaft, die in Paderborn der U21-Nationalmannschaft Ungarns mit 1:2 unterlag.

## Erfolge
- Tor des Monats: April 2023